# Despicable Me 2
Despicable Me 2 (Nederlands: Verschrikkelijke ikke 2) is een Amerikaanse computeranimatiefilm uit 2013, geproduceerd door Illumination Entertainment en uitgebracht door Universal Pictures. De film is een vervolg op Despicable Me uit 2010, en net als die film geregisseerd door Pierre Coffin en Chris Renaud. De stemmen zijn ingesproken door onder anderen Steve Carell, Russell Brand en Miranda Cosgrove.

## Verhaal
Gru heeft zijn bestaan als superschurk grotendeels vaarwel gezegd. Zijn handlanger, Dr. Nefario, mist het slecht zijn echter en neemt ontslag om elders te gaan werken. Dan wordt Gru benaderd door Lucy Wilde, een agent van een anti-schurkenorganisatie. De organisatie wil dat Gru namens hen gaat spioneren om een nieuwe superschurk op te sporen. Deze schurk heeft recentelijk een onderzoekslaboratorium en chemisch middel dat levensvormen in mutanten kan veranderen gestolen. Gru stemt na enig aarzelen toe.
Gru gaat undercover werken in een winkelcentrum als uitbater van een cakewinkel, met Lucy als zijn partner. Gru verdenkt Eduardo, de eigenaar van een eveneens in het winkelcentrum gelegen restaurant, ervan de schurk El Macho te zijn, die volgens geruchten om het leven zou zijn gekomen bij een ongeluk met een actieve vulkaan. Lucy en Gru breken in bij het restaurant, maar vinden niks dat hun vermoedens bevestigt. Margo, een van Gru’s adoptiedochters, wordt ondertussen verliefd op Eduardo’s zoon, Antonio, tot ongenoegen van Gru. De relatie tussen de twee zorgt er echter wel voor dat Gru en zijn dochters worden uitgenodigd voor Eduardo’s aankomende Cinco de Mayo-feest.
Gru krijgt langzaam gevoelens voor Lucy, maar hun samenwerking komt abrupt tot een einde wanneer de organisatie op een ochtend de eigenaar van een andere winkel arresteert en de zaak officieel gesloten verklaart. Lucy zal naar Australië worden overgeplaatst voor een nieuwe missie. Tijdens het Cinco de Mayo-feest ontdekt Gru dat zijn vermoedens tegenover Eduardo correct zijn, en dat Nefario nu voor Eduardo werkt. Samen hebben ze al enkele van Gru’s Minion-handlangers gevangen en gemuteerd. Eduardo biedt Gru een baan aan, maar Gru slaat dit aanbod af en vertrekt met zijn dochters. Kort na hun vertrek arriveert Lucy per handglider op het feest omdat ze liever bij Gru wil blijven, maar ze wordt gevangen door Eduardo.
Nefario waarschuwt Gru, die meteen terugkeert naar Eduardo’s schuilplaats om Lucy te bevrijden. Met een door Nefario gemaakt tegengif maakt hij de gemuteerde handlangers weer normaal, waarna hij Lucy redt en Eduardo verslaat.
147 dates later trouwen Gru en Lucy, waardoor de drie meisjes eindelijk een moeder hebben. Tijdens de aftiteling doen drie van Gru’s handlangers auditie voor de aankomende spin-offfilm.

## Stemverdeling
| Personage                         | Engelse versie   | Nederlandse versie    | Vlaamse versie     |
| --------------------------------- | ---------------- | --------------------- | ------------------ |
| Gru                               | Steve Carell     | Jon van Eerd          | Koen Van Impe      |
| Lucy Wilde                        | Kristen Wiig     | Kim van Kooten        | Tine Embrechts     |
| Eduardo Perez / El Macho          | Benjamin Bratt   | Frank Lammers         | Manou Kersting     |
| Dr. Nefario                       | Russell Brand    | Javier Guzman         | Hubert Damen       |
| Agnes                             | Elsie Fisher     | Elaine Hakkaart       | Margot Scheers     |
| Margo                             | Miranda Cosgrove | Pip Pellens           | Aline Goffin       |
| Edith                             | Dana Gaier       | Mika Pierik           | Kaatje Verbruggen  |
| Floyd Eagle-san                   | Ken Jeong        | Prem Radhakishun      | Frank Hoelen       |
| Silas Ramsbottom/Silas Rammelbips | Steve Coogan     | Beau van Erven Dorens | Walter Baele       |
| Antonio Perez                     | Moisés Arias     | Tony Neef             | Ian Thomas Hoelen  |
| Jillian                           | Nasim Pedrad     | Britt Dekker          | Katrien De Becker  |
| Shannon                           | Kristen Schaal   | Ymke Wieringa         | Isabelle Van Hecke |

## Productie
Chris Meledandri, CEO van Illumination Entertainment, gaf in juli 2010 aan dat een vervolg op Despicable Me op de planning stond. De premièredatum werd geschat op 3 juli 2013. Actrice Miranda Cosgrove gaf op 14 oktober 2011 op haar Facebook- en Twitter-pagina’s aan dat ze haar rol uit de eerste film opnieuw zou vertolken in het vervolg, en dat ze de eerste opnames reeds had voltooid. In februari 2012 werd bekend dat Al Pacino was gecast voor de stem van Eduardo. In april 2012 gaven Steve Carell, Russell Brand, Dana Gaier en Elsie Fisher aan hun rollen uit de eerste film opnieuw te zullen vertolken. Kristen Wiig, die in de vorige film de stem van Miss Hattie deed, kreeg voor het vervolg een nieuwe rol: Lucy Wilde.
Op 3 mei 2013, twee maanden voor de geplande première, trok Al Pacino zich terug wegens meningsverschillen met de producers. Benjamin Bratt nam de rol van Eduardo van hem over. Dit betekende wel dat alle reeds opgenomen dialogen voor Eduardo opnieuw moesten worden ingesproken, en zodanig dat de nieuwe tekst aansloot bij de reeds voltooide animaties.

## Uitgave en marketing
Despicable Me 2 ging officieel in première op 5 juni 2013 in de Event Cinemas in Bondi Junction, Australië. Steve Carell en Miranda Cosgrove woonden de première bij. De Amerikaanse première was op 22 juni in de Univeral CityWalk in Los Angeles. Bij deze première waren Steve Carell, Miranda Cosgrove, Kristen Wiig, Benjamin Bratt, Ken Jeong, Elsie Fisher, Dana Gaier, Nasim Pedrad en componist Pharrell aanwezig. De film is behalve in bioscoopformaat ook uitgebracht in IMAX 3D.
Ter promotie van de film maakte een blimp in de vorm van een Gru’s handlangers, getiteld de "Despicablimp," een zes maanden durende tournee door de Verenigde Staten. Met een lengte van 50 meter en een hoogte van 17 meter is het een van de grootste luchtschepen ter wereld.
Een computerspel gebaseerd op de film, Despicable Me: Minion Rush, werd tegelijk met de film uitgebracht. Tevens zijn er zes boeken gemaakt gebaseerd op de film: The Junior Novel, The Anti-Villain League Handbook, Undercover Super Spies, Attack of the Evil Minions!, Make a Minion en Meet the Minions.

## Soundtrack
De muziek voor de film is gecomponeerd door Pharrell Williams.

Alle muziek is geschreven door Heitor Pereira, tenzij anders vermeld.
| 1.                   | Scream                      | Pharrell Williams                           | Cee Lo Green      | 3:41 |
| 2.                   | Another Irish Drinking Song | Greg DiCostanzo, Paul Sabourin              | Pierre Coffin     | 0:39 |
| 3.                   | Just a Cloud Away           | Pharrell Williams                           | Pharrell Williams | 2:56 |
| 4.                   | Happy                       | Pharrell Williams                           | Pharrell Williams | 3:53 |
| 5.                   | I swear                     | Gary Baker, Frank J. Myers                  | Pierre Coffin     | 1:38 |
| 6.                   | Y.M.C.A.                    | Henri Belolo, Jacques Morali, Victor Willis | Pierre Coffin     | 2:55 |
| 7.                   | Fun, Fun, Fun               | Pharrell Williams                           | Pharrell Williams | 3:26 |
| 8.                   | Despicable Me               | Pharrell Williams                           | Pharrell Williams | 4:14 |
| 9.                   | Px-41 Labs                  |                                             |                   | 2:06 |
| 10.                  | The Fairy Party             |                                             |                   | 1:27 |
| 11.                  | Lucy and the Avl            |                                             |                   | 5:39 |
| 12.                  | Goodbye Nefario             |                                             |                   | 1:27 |
| 13.                  | Time for Bed                |                                             |                   | 1:27 |
| 14.                  | Break-In                    |                                             |                   | 3:00 |
| 15.                  | Stalking Floyd Eaglesan     |                                             |                   | 1:35 |
| 16.                  | Moving to Australia         |                                             |                   | 3:09 |
| 17.                  | Going to Save the World     |                                             |                   | 1:25 |
| 18.                  | El Macho                    |                                             |                   | 1:27 |
| 19.                  | Jillian                     |                                             |                   | 0:47 |
| 20.                  | Take Her Home               |                                             |                   | 1:29 |
| 21.                  | El Macho's Lair             |                                             |                   | 3:32 |
| 22.                  | Home Invasion               |                                             |                   | 1:57 |
| 23.                  | The Big Battle              |                                             |                   | 7:23 |
| 24.                  | Ba Do Bleep                 | Johannes Brahms                             | Chris Renaud      | 0:13 |
| Totale duur: 1:01:25 |                             |                                             |                   |      |

## Prijzen en nominaties
Onder meer:
- Academy Awards: Beste animatiefilm en Beste originele song "Happy" (genomineerd).
- Golden Globes: Beste animatiefilm (genomineerd).

## Spin-off
Een spin-offfilm getiteld Minions kwam uit in 2015. Deze film draait om de gele handlangers van Gru. Pierre Coffin en Kyle Balda tekenden voor de regie.